# Fox Islands (Alaska)
Die Fox Islands sind die dem nordamerikanischen Festland nächstgelegene Inselgruppe der Aleuten. Die Inseln gehören zu Alaska (USA) und liegen unmittelbar östlich der Islands of Four Mountains.
Entdeckt wurde die seit Jahrhunderten von den Aleuten bewohnten Inseln erst 1741 vom Dänen Vitus Bering, der im Auftrag der russischen Marine neue Jagdgebiete für russische Pelzhändler suchte. Die größeren Inseln der Gruppe sind von West nach Ost: Umnak, Unalaska, Amaknak, Akutan Island, Akun, Unimak und Sanak Island.
Fox Islands (deutsch: Fuchsinseln) ist die englische Übersetzung von Лисьи острова, wie die russischen Forscher und Pelzhändler im 18. Jahrhundert die Inseln nannten.

## Historische Erdbeben
Am 7. März 1929 um 01:34:37.9 UTC ereignete sich hier ein Erdbeben der Stärke 7,8 auf der Richter-Skala. Das Beben wurde an Bord mehrerer Schiffe verspürt und sehr heftig in Dutch Harbor, Alaska. In Hilo, Hawaii, wurde ein kleiner Tsunami registriert.
Am 9. März 1957 um 20:39:16.5 UTC ereignete sich hier ein Erdbeben der Stärke 7,1 auf der Richter-Skala. 
Das Erdbeben wurde auf Adak Island verspürt.